# Bill Guerin
William Robert Guerin (* 9. listopadu 1970, Worcester) je bývalý americký lední hokejista, křídelní útočník. S americkou reprezentací se zúčastnil tří olympiád, na nichž mohli hrát hráči z NHL: v Naganu 1998, v Salt Lake City roku 2002 a v Turíně roku 2006. Z domácích her v Salt Lake City má olympijské stříbro. Ze Světového poháru 1996 si přivezl zlato. Hrál i na Světovém poháru 2004. 

## Hráčská kariéra
NHL hrál v letech 1991–2010 a stal se prvním Hispáncem (matka z Nikaraguy), který se v této profesionální lize objevil. Byl hráčem New Jersey Devils, Edmonton Oilers, Boston Bruins, Dallas Stars, St. Louis Blues, San Jose Sharks, New York Islanders (kapitán v letech 2007–2009) a Pittsburgh Penguins. Dvakrát vyhrál Stanley Cup, v roce 1995 s New Jersey a roku 2009 s Pittsburghem. Pod dalšími dvěma tituly v NHL je podepsán jako asistent trenéra Pittsburghu. 
V základní části NHL nastoupil k 1263 utkáním, v nichž si připsal 856 kanadských bodů (429 branek). To ho řadí v historické tabulce NHL na 147. místo a na 18. mezi Američany v NHL. Dalších 140 zápasů si připsal ve vyřazovací části NHL (Stanleyově poháru), zaznamenal v nich 74 bodů (39 branek). V roce 2013 byl uveden do americké hokejové síně slávy. Po skončení hráčské kariéry se stal trenérem, od roku 2019 je generálním manažerem Minnesoty Wild.

## Ocenění a úspěchy
- 2001 NHL – All-Star Game + nejužitečnější hráč
- 2002 NHL – All-Star Tým
- 2004 NHL – All-Star Game
- 2004 NHL – Nejvíce vstřelených vítězných branek
- 2007 NHL – All-Star Game

## Prvenství
- Debut v NHL – 20. února 1992 (Chicago Blackhawks proti New Jersey Devils)
- První asistence v NHL – 21. února 1992 (Winnipeg Jets proti New Jersey Devils)
- První gól v NHL – 21. dubna 1992 (New York Rangers proti New Jersey Devils, americkému brankáři John Vanbiesbrouck)
- První hattrick v NHL – 31. prosince 1996 (Buffalo Sabres proti New Jersey Devils)

## Klubová statistika
| Sezóna       | Klub                           | Soutěž       |       | Základní část | Základní část | Základní část | Základní část | Základní část |    | Play off | Play off | Play off | Play off | Play off |
| Sezóna       | Klub                           | Soutěž       | Z     | G             | A             | B             | TM            | Z             | G  | A        | B        | TM       |          |          |
| 1985–86      | Springfield Olympics           | NEJHL        | 48    | 26            | 19            | 45            | 71            | —             | —  | —        | —        | —        |          |          |
| 1986–87      | Springfield Olympics           | NEJHL        | 32    | 34            | 20            | 54            | 40            | —             | —  | —        | —        | —        |          |          |
| 1987–88      | Springfield Olympics           | NEJHL        | 38    | 31            | 44            | 75            | 146           | —             | —  | —        | —        | —        |          |          |
| 1988–89      | Springfield Olympics           | NEJHL        | 31    | 32            | 35            | 67            | 90            | —             | —  | —        | —        | —        |          |          |
| 1989–90      | Boston College Eagles          | HE           | 39    | 14            | 11            | 25            | 64            | —             | —  | —        | —        | —        |          |          |
| 1990–91      | Boston College Eagles          | HE           | 38    | 26            | 19            | 45            | 102           | —             | —  | —        | —        | —        |          |          |
| 1991–92      | Americká hokejová reprezentace | Mez.         | 46    | 12            | 15            | 27            | 67            | —             | —  | —        | —        | —        |          |          |
| 1991–92      | Utica Devils                   | AHL          | 22    | 13            | 10            | 23            | 6             | 4             | 1  | 3        | 4        | 14       |          |          |
| 1991–92      | New Jersey Devils              | NHL          | 5     | 0             | 1             | 1             | 9             | 6             | 3  | 0        | 3        | 4        |          |          |
| 1992–93      | Utica Devils                   | AHL          | 18    | 10            | 7             | 17            | 47            | —             | —  | —        | —        | —        |          |          |
| 1992–93      | New Jersey Devils              | NHL          | 65    | 14            | 20            | 34            | 63            | 5             | 1  | 1        | 2        | 4        |          |          |
| 1993–94      | New Jersey Devils              | NHL          | 81    | 25            | 19            | 44            | 101           | 17            | 2  | 1        | 3        | 35       |          |          |
| 1994–95      | New Jersey Devils              | NHL          | 48    | 12            | 13            | 25            | 72            | 20            | 3  | 8        | 11       | 30       |          |          |
| 1995–96      | New Jersey Devils              | NHL          | 80    | 23            | 30            | 53            | 116           | —             | —  | —        | —        | —        |          |          |
| 1996–97      | New Jersey Devils              | NHL          | 82    | 29            | 18            | 47            | 95            | 8             | 2  | 1        | 3        | 18       |          |          |
| 1997–98      | New Jersey Devils              | NHL          | 19    | 5             | 5             | 10            | 13            | —             | —  | —        | —        | —        |          |          |
| 1997–98      | Edmonton Oilers                | NHL          | 40    | 13            | 16            | 29            | 80            | 12            | 7  | 1        | 8        | 17       |          |          |
| 1998–99      | Edmonton Oilers                | NHL          | 80    | 30            | 34            | 64            | 133           | 3             | 0  | 2        | 2        | 2        |          |          |
| 1999–00      | Edmonton Oilers                | NHL          | 70    | 24            | 22            | 46            | 123           | 5             | 3  | 2        | 5        | 9        |          |          |
| 2000–01      | Edmonton Oilers                | NHL          | 21    | 12            | 10            | 22            | 18            | —             | —  | —        | —        | —        |          |          |
| 2000–01      | Boston Bruins                  | NHL          | 64    | 28            | 35            | 63            | 122           | —             | —  | —        | —        | —        |          |          |
| 2001–02      | Boston Bruins                  | NHL          | 78    | 41            | 25            | 66            | 91            | 6             | 4  | 2        | 6        | 6        |          |          |
| 2002–03      | Dallas Stars                   | NHL          | 64    | 25            | 25            | 50            | 113           | 4             | 0  | 0        | 0        | 4        |          |          |
| 2003–04      | Dallas Stars                   | NHL          | 82    | 34            | 35            | 69            | 109           | 5             | 0  | 1        | 1        | 4        |          |          |
| 2005–06      | Dallas Stars                   | NHL          | 70    | 13            | 27            | 40            | 115           | 5             | 3  | 1        | 4        | 0        |          |          |
| 2006–07      | St. Louis Blues                | NHL          | 61    | 28            | 19            | 47            | 52            | —             | —  | —        | —        | —        |          |          |
| 2006–07      | San Jose Sharks                | NHL          | 16    | 8             | 1             | 9             | 14            | 9             | 0  | 2        | 2        | 12       |          |          |
| 2007–08      | New York Islanders             | NHL          | 81    | 23            | 21            | 44            | 65            | —             | —  | —        | —        | —        |          |          |
| 2008–09      | New York Islanders             | NHL          | 61    | 16            | 20            | 36            | 63            | —             | —  | —        | —        | —        |          |          |
| 2008–09      | Pittsburgh Penguins            | NHL          | 17    | 5             | 7             | 12            | 18            | 24            | 7  | 8        | 15       | 15       |          |          |
| 2009–10      | Pittsburgh Penguins            | NHL          | 78    | 21            | 24            | 45            | 75            | 11            | 4  | 5        | 9        | 2        |          |          |
| Celkem v NHL | Celkem v NHL                   | Celkem v NHL | 1,263 | 429           | 427           | 856           | 1,660         | 133           | 39 | 34       | 73       | 152      |          |          |

## Reprezentace
| Rok                       | Tým                       | Soutěž                    | Z  | G | A | B  | TM |
| ------------------------- | ------------------------- | ------------------------- | -- | - | - | -- | -- |
| 1989                      | USA 20                    | MSJ                       | 7  | 0 | 3 | 3  | 16 |
| 1990                      | USA 20                    | MSJ                       | 7  | 0 | 0 | 0  | 18 |
| 1996                      | USA                       | SP                        | 7  | 0 | 2 | 2  | 17 |
| 1998                      | USA                       | OH                        | 4  | 0 | 3 | 3  | 2  |
| 2002                      | USA                       | OH                        | 6  | 4 | 0 | 4  | 4  |
| 2004                      | USA                       | SP                        | 5  | 2 | 2 | 4  | 8  |
| 2006                      | USA                       | OH                        | 6  | 1 | 0 | 1  | 0  |
| Juniorská kariéra celkově | Juniorská kariéra celkově | Juniorská kariéra celkově | 14 | 0 | 3 | 3  | 34 |
| Seniorská kariéra celkově | Seniorská kariéra celkově | Seniorská kariéra celkově | 28 | 7 | 7 | 14 | 31 |